# Röda stjärna
Röda stjärna är en diktsamling av författaren Mattias Alkberg, utgiven 1997 av  Wahlström & Widstrand.